# Christian Friedrich Stephan
Christian Friedrich Stephan (o Stephen) (1757 - 17 de diciembre de 1814) fue un botánico alemán, que realizó extensas exploraciones en el hinterland de Moscú.
Obtuvo el doctorados en medicina y filosofía, en Leipzig y en Leiden. Y se traslada a San Petersburgo en 1782, y a Crimea, en 1783, y fue profesor de química y botánica en la Academia de Moscú, en 1786, y luego con la misma posición en San Petersburgo, en 1804 Y en 1811, trabajó en el "Instituto Forestal de San Petersburgo". Fue un activo explorador botánico, y en el estudio de plantas medicinales, y con los jardines botánicos.

## Algunas publicaciones

### Libros
- 1792. Enumeratio Stirpium agri Mosquensis. 63 pp.

- 1795. Icones plantarum mosquensium ad historiam plantarum sponte cirea Mosquam crescentium illus tandam. Decad. I et II", Moscú

- 1804. Nomina plantarum, quas alit ager mosquensis et hortus privatus, San Petersburgo

- Description de deux nouveaux genres des plantes. Mém. de la Soc. Impériale des naturalistes de Moscou, т. I

- 1809. Plantae novae Sibiriae. Mém. de la Soc. Impériale des naturalistes de Moscou, т. II

## Honores

### Epónimos
Géneros
- (Capparaceae) Stephania Willd.[2]

Especies
- (Cactaceae) Mammillaria stephani Hort. Vind. ex Foerst.[3]
- (Crassulaceae) Chamaerhodiola stephani (Cham.) Nakai in Nakai & Kitag.[4]
- (Cyperaceae) Fuirena stephani Ramos & Diego[5]
- (Euphorbiaceae) Jatropha stephani J.Jiménez Ram. & Mart.Gord.[6]
- (Myrtaceae) Eugenia stephani var. latifolia O.Berg[7]
- (Tiliaceae) Tilia × stephani J.Wagner[8]